# Деніел Фарадей
Деніел Фарадей англ. Daniel Faraday — вигаданий персонаж і один з головних героїв американського драматичного телесеріалу каналу ABC «Загублені», чию роль виконав Джеремі Девіс. Фарадей був представлений в прем'єрній серії четвертого сезону серіалу. Він є членом команди з борту корабля «Kahana». Сценаристи серіалу Деймон Лінделоф і Карлтон К'юз назвали Деніела Фарадея «очевидним відсиланням до Майкла Фарадея, натураліста і фізика». Спочатку планувалося, що роль Фарадея буде епізодичною, але його зробили одним з головних героїв протягом четвертого і п'ятого сезону серіалу. Його матір'ю є колишня «Інакша» Елоїза Гоукінг, батьком якого Фарадей не знав, Чарльз Відмор. Загинув від рук своєї матері в епізоді п'ятого сезону «Змінна» і вибув з основного акторського складу, проте ще з'являвся у фінальному шостому сезоні як запрошена зірка.

## До прибуття на острів
Деніел — син Елоїзи Гоукінг і Чарльза Відмора, однак свого батька він не знав. Він був дуже здатний до точних наук, але найбільше любив музику. Одного разу, коли він грав на фортепіано, його мати, Елоїза, сказала, що йому не варто витрачати час на музику, а замість цього зосередитися на вивченні наук. На доказ своєї правоти, вона запитала скільки ударів метронома Деніел нарахував під час гри. Деніел відповів — 694. Елоїза сказала, що його доля унікальна, і йому просто необхідно розвивати здібності до точних наук. Деніел спробував переконати матір дозволити йому займатися музикою кажучи, що він знайде час на все, але Елоїза залишилася непохитною. («The Variable»)
У часи, коли DHARMA Initiative ще була на острові, Фарадей був у групі, яка будує станцію Орхідея, що швидше за все є результатом переміщення в часі. Деніел працював фізиком в Королівському коледжі Оксфорда в паралелі 1996 року, коли Дезмонд страждав ретро-хронологічною формою амнезії, пов'язаної з усіма баченнями Дезмонда і його даром передбачення. В Оксфорді Фарадей вивчав квантову фізику. Деніел допоміг Дезмонду, пояснивши йому, що він помре, якщо не знайде константу — щось або хтось близький, частина життя Дезмонда в минулому і майбутньому. Фарадей згадав, що робив речі, які засуджували, маючи на увазі свої експерименти з переміщеннями у часі. З цього моменту Деніел почав додатково вивчати все, що міг, щоб бути готовим до цього явища, дізнавшись тепер, що свідомі подорожі в часі все ж можливі; в кінці серії було показано, що Деніел був готовий навіть до того, щоб Дезмонд став його «константою» у випадку, якщо щось на Острові піде не так, і він якимось чином роздобув і записав у свій блокнот Другий Протокол і знав, що він почне діяти під час подій фіналу сезону.
У себе вдома в Ессексі, Массачусетс, Деніел побачив випуск новин, в якому повідомлялося про виявлення уламків літака рейсу 815, після чого заплакав. Коли жінка, що готувала йому яєчню, запитала, що з ним, він відповів, що не знає.
Через деякий час він увійшов у команду, організовану Меттью Аббадоном і очолювану Наомі Дорріт. Мета цієї команди була висадитися на острів для пошуків Бенджаміна Лайнуса.

## Після прибуття на острів
Під час польоту на Острів у вертольота, в якому летів Деніел, виникли раптові проблеми з електрообладнанням і ті, хто були усередині, вирішили стрибати з парашутом. Майлз виштовхнув Деніела першим. Після приземлення в джунглях він зустрів Джека і Кейт. Він знав Джека по імені, тому що той представився Мінковському під час розмови по рації. Деніел сказав, що під час падіння втратив свої речі, в яких був його телефон. Кейт відповідає, що у них є телефон і дає його Деніелу. Він дзвонить Мінковському і доповідає, що засоби зв'язку на вертольоті вийшли з ладу, коли почалися неполадки. Міновський запитує у Дена, включити гучний зв'язок і Ден вибачаючись, йде для приватної розмови. Вони розмовляють із Мінковським, а стоячі неподалік Джек і Кейт помічають у Деніела пістолет. Ден повертається і повідомляє, що у його друзів є GPS-передавачі, сигнали яких можна відстежити за допомогою телефону.
Коли вони йдуть по джунглях, Кейт знаходить металевий ящик. Джек його відкриває і дістає протигаз, а також інше захисне спорядження. Деніел виправдується, що не він збирав ці речі. Джек раптово запитує, навіщо Дену пістолет, і той відповідає, що вони прилетіли не зовсім їх рятувати. Поки він намагається пояснити, для чого вони прибули на острів, з'являється сигнал Майлза. Вони приходять на скелястий берег, де бачать, що він ніби мертвий. Але той несподівано наставляє на Джека пістолет. Ден просить його зупинитися, тому що це хороші люди. Майлз не погоджується і каже, що Наомі передала прихований сигнал, на випадок, якщо їй загрожує небезпека. Кейт намагається непомітно вихопити зброю у Деніела, але Майлз не дає їй цього зробити. Зрештою, вони домовляються, що підуть до тіла Наомі і Майлз «поспілкується» з нею, щоб з'ясувати, що вони її не вбивали.
Через деякий час на телефоні з'являється сигнал Шарлотти, але Джек не йде з ними і говорить, щоб вони опустили зброю, тому що його друзі зараз знаходяться в заростях і тримають їх на прицілі. Вони не вірять, але Джульєт і Саїд роблять попереджувальні постріли. Ден і Майлз віддають пістолети Джеку і Кейт. Потім усі вони вирушають на пошуки Шарлотти. По дорозі Саїд ставить питання про те, хто вони такі. Ден називає своє ім'я і розповідає, що він фізик з Оксфорда. Майлз просить не говорити його прізвище. Саїд забирає телефон Майлза і на екрані з'являється сигнал, що Шарлотта швидко рухається у напрямку до них. Але з'являється Вінсент з GPS-передавачем, а це значить, що дівчина у Джона.
Після вони бачать сигнал, який подав Френк. Його знаходять без свідомості. Після того, як Френк отямився, він говорить, що успішно посадив вертоліт за пагорбом, і вони виявляють його неподалік без зовнішніх пошкоджень. Ден і Кейт йдуть за тілом Наомі і приносять його до вертольота. («Оголошені загиблими», 2-а серія 4-го сезону)
Деніел, втомився сидіти без справи у вертольота, починає розбирати спорядження. Він встановлює тривогу і на неї прилад самонаведення, потім дзвонить на корабель і просить запустити вантаж на острів. Ден помітно засмучений, що він не прилітає, а в момент коли з'являється вантаж у вигляді ракети, годинники всередині неї показують не той час, що годинник, який був у Деніела. Він невиразно вимовляє «31 хвилина», ймовірно, маючи на увазі різницю у часі. Здається, він чимось схвильований, повторюючи про себе: «Це не дуже добре». Пізніше він говорить Лапідусу, що коли він полетить на вертольоті з острова, він має дотримуватися тих координатах, які привели нас сюди", в іншому випадку може статися непередбачуване. («Економіст», 3-а серія 4-го сезону)
Після повернення на пляж з Джеком, Джульєт і Шарлоттою, Деніел зацікавлюється харчовим складом і розглядає різні продукти. Потім вони з Шарлоттою продовжують гру на тренування пам'яті з допомогою гральних карт. Після того, як Ден правильно вгадує тільки дві карти з трьох, він розуміє, що не робить успіхів. Після цього Джек і Джульєт підходять до них з питанням, чому ніхто не відповідає по супутниковому телефону і вони з'ясовують, що Френк, Саїд і Дезмонд ще не прибули на корабель. («Прорахунок», 4-а серія 4-го сезону)

## У 1977 році
Після останнього спалаху, Деніел разом з іншими стає одним з працівників DHARMA Initiative (епізод ЛаФлер). Однак він не залишається на острові, а пливе на велику землю на підводному човні, де він 3 роки працює в штаб-квартирі Дарми і в епізоді «Деякі люблять холодніше» повертається на острів. На наступний же день (епізод «Змінна величина») він повідомляє, що треба евакуювати всіх з острова, і підірвати водневу бомбу (з епізоду «Бомба») тим самим зупинивши викид енергії на «станції Лебідь». На його думку, це повинно запобігти всьому ланцюжку подій, а саме крах рейсу 815 і все, що відбувалося в серіалі після. Він вирушив до «Інакших», щоб знайти там свою матір Елоїзу Гоукінг, яка в свою чергу повинна була привести його до тієї самої водневої бомби, але вона не до кінця розібравшись у чому справа, застрелила Деніела з чого стало ясно, що вона (вже будучи в майбутньому матір'ю Деніела) завжди знала про те, що це станеться, і все одно відправила його на острів.

## Кастинг
Джеремі Девіс був обраний на роль Фарадея, тому що він — один з улюблених акторів сценаристів-продюсерів серіалу, і вони вважали, що його «величезний інтелект, який він ніби випромінює, чудово підійшов би для ролі». Коли Дейвіс зустрів художника по костюмах Роланда Санчеса, на ньому була тонка чорна краватка. Санчес поєднав цей «спокійний, окреслений стиль» зі своїм баченням персонажа: простора сорочка «ботаніка» від J. Crew.